# Ada Lovelace
Ada Lovelace (također: Ada Augusta Byron, Ada King ili grofica Lovelace), (London, 10. prosinca 1815. – Marylebone, London, 27. studenog 1852.), britanska matematičarka.

## Životopis
Jedina je kći pjesnika lorda Georgea Gordona Byrona, 6. barona Byrona i Anne Isabelle Byron, 11. baronice Wentworth. Bila je i suradnica Charlesa Babbagea, slavnog izumitelja analitičkog stroja.
Adine bilješke o stroju sadrže ono što se danas smatra prvim algoritmom (postupnikom) koji je napravljen da bi ga stroj mogao obraditi. Zbog ovog ju se smatra prvom računalnom programerkom. Na njen je rad utjecao Augustus De Morgan, poznat po De Morganovim zakonima i uvođenju pojma matematičke indukcije.
Po njoj je nazvan i programski jezik Ada.
Preminula je u 36. godini života, od posljedica raka. Tijelo joj se nalazi u anglikanskoj crkvi sv. Marije Magdalene u Hucknallu, u Nottinghamshireu.
Bila je supruga Williama King-Noela, 1. grofa Lovelace, s kojim je imala djecu Byrona, Anne Blunt i Ralpha.